# Rádio e Televisão de Portugal
Rádio e Televisão de Portugal (RTP) – portugalski publiczny nadawca radiowo-telewizyjny. Należy do Europejskiej Unii Nadawców od 1950 roku.
Obecna firma powstała w 2007 roku, po połączeniu dwóch wcześniej oddzielnych firm: Radiodifusão Portuguesa (RDP; nadawca radiowy) i Radiotelevisão Portuguesa (nadawca telewizyjny), chociaż były one zgrupowane w ramach jednej spółki holdingowej i wspólnej marki od 2004 roku.

## Kanały telewizyjne
- RTP1
- RTP2
- RTP3 – kanał informacyjny nadający 24h na dobę
- RTP Memória
- RTP Internacional
- RTP África – kanał przeznaczony dla portugalskojęzycznych państw Afryki. Oprócz Portugalii można odbierać go także w Angoli, Gwinei Bissau, Mozambiku, Republice Zielonego Przylądka, Wyspach Świętego Tomasza i Książęcej
- RTP Açores – regionalny kanał nadający na Azorach
- RTP Madeira – regionalny kanał nadający na Maderze

### Kanały zlikwidowane
- NTV
- RTPN
- RTP HD
- RTP Informação
- RTP 4K

## Stacje radiowe
- RDP Antena 1
- RDP Antena 2
- RDP Antena 3
- RDP Internacional
- RDP África

## Historia loga
| Lata      | Opis | Logo |
| --------- | --- | ---- |
| 1957–1959 | Logo składa się z niebieskiego napisu RTP na tle czerwonego koła, przez które przechodzą czarne, proste linie                                                                                    |      |
| 1959–1968 | Logo składa się z żółtego owalu, w środku którego znajduje się żółte koło i niebieski napis RTP. W tle występuje również postać koła oraz linii z poprzedniego loga, tym razem w kolorze żółtym. |      |
| 1968–1982 | Usunięto środkowe koło z przechodzącymi przez nie antenami, które umiejscowiono tym razem na owalu otaczającym napis RTP                                                                         |      |
| 1982–1995 | Zwiększono oraz zmieniono czcionkę niebieskiego napisu RTP oraz zmniejszono otaczający go żółty owal.                                                                                            |      |
| 1996–2003 | Usunięto ze środka owalu napis RTP, umieszczono go pod logiem. Owal zmienił kolor na niebieski, anteny przechodzące przez niego zmieniły kolor na czerwony oraz zielony.                         |      |
| 2004–2014 | Nad czarnym napisem RTP umieszczono niebieskie anteny z poprzedniej wersji, zmieniające kolor na jaśniejszy odcień niebieskiego odchodząc od środka loga.                                        |      |
| od 2015   | Logo prawie identyczne do tego z lat 2004–2014. Przejścia pomiędzy kolorami anten stały się ostrzejsze.                                                                                          |      |
| od 2015   | Logo prawie identyczne do tego z lat 2004–2014. Przejścia pomiędzy kolorami anten stały się ostrzejsze.                                                                                          |      |